# Rudolf II. (Stade)
Rudolf II. († 14. März 1144) war Graf von Stade, Dithmarschen und Freckleben und Markgraf der Nordmark (1133).

## Leben
Rudolf war ein Sohn von Rudolf I. von Stade und Richardis von Sponheim. 1133 wurde er Markgraf der Nordmark, nach dem Tod Konrads von Plötzkau, der auf dem Italienzug Lothars III. von einem Pfeil getroffen und zur Jahreswende 1132/33 an dieser Verwundung gestorben war.
1134 wurde ihm die Markgrafschaft wieder entzogen, da der Kaiser Lothar III. dessen Sukzessionsrecht nicht anerkannte und stattdessen die Mark an Albrecht den Bären vergab.
Am 14. März 1144 wurde er in Dithmarschen von Einheimischen erschlagen. Dieses Ereignis wird in der Gemeinde Burg heute noch alle fünf Jahre in einem Theaterstück aufgeführt. Ihm zu Ehren soll sein Bruder Hartwig zudem die Burger Petrikirche errichtet haben.

## Ehe und Nachkommen
Rudolf war verheiratet mit Elisabeth, Tochter von Markgraf Leopold I. der Steiermark. Nachkommen sind nicht überliefert. Mit ihm starb das Grafengeschlecht von Stade in männlicher Linie aus. 1144 erhob Heinrich der Löwe Anspruch auf die Grafschaft Dithmarschen nach dem Tod Rudolfs.